# Enciclopedia de Otto
La enciclopedia de Otto (en checo Ottova encyklopedie o Ottův slovník naučnýìì), aparecida a finales del siglo XIX, es la mayor enciclopedia publicada en lengua checa. Su envergadura y calidad la asemejan a las obras más destacadas del mismo género y tiempo tales como la Enciclopedia Británica.
Suma alrededor de 150 000 voces y 28 912 páginas, ordenadas en 28 tomos. Contiene además unas 5000 imágenes e ilustraciones. 

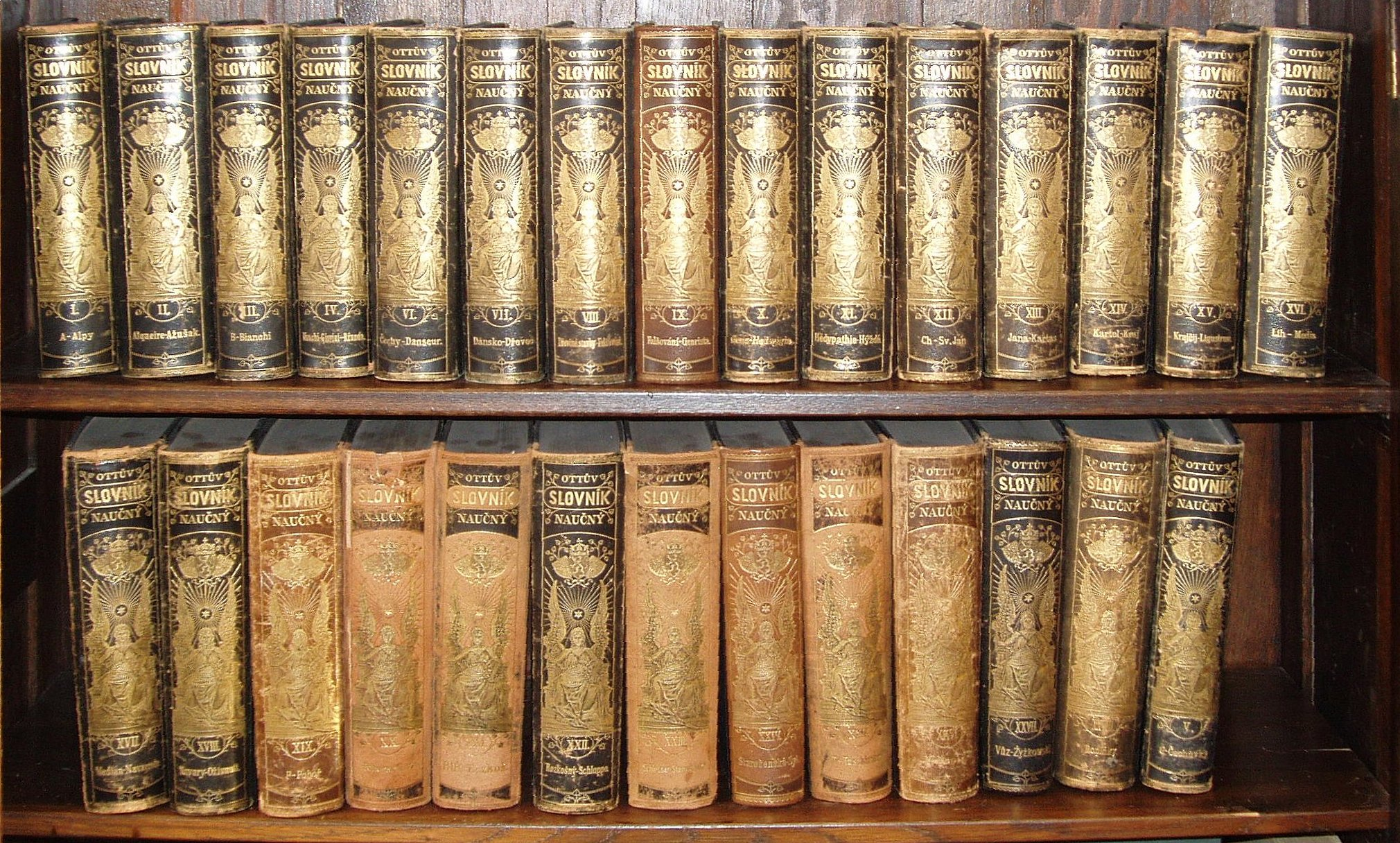
Los 28 tomos de la enciclopedia de Otto

Al comenzar la década de los 1880, Jan Otto, editor y librero checoslovaco, empezó a planificar una nueva enciclopedia generalista en lengua checa, inspirada en otra, la primera en dicho idioma, publicada en catorce volúmenes por el político y nacionalista bohemio F.L. Rieger entre 1860 y 1874. Tras buscar mucho tiempo en vano a un jefe redactor, Otto nombró a Jan Malý, coeditor de la enciclopedia de Rieger, quien murió al año siguiente. Le sucedió Tomáš Masaryk, futuro presidente de la Checoslovaquia, y en 1886, se inició el trabajo de escritura. El recién llegado contribuyó unos cuantos lemas sobre psicología, sociología, filosofía y lógica, antes de que surgieran dudas en torno a la veracidad de sus fuentes, lo que llevó a su retiro del proyecto. Otto logró formar un nuevo equipo de colaboradores, entre ellos varias máximas figuras de la intelectualidad checoparlante. Un período de intensa labor culminó en la publicación del tomo inaugural de la enciclopedia, ya bautizada Ottův slovník naučný (enciclopedia de Otto), en enero de 1888. De aquí en adelante, la redacción se prosigue sin mayores incidentes y los volúmenes continúan saliendo a intervalos regulares hasta la aparición del vigésimo-octavo y último de éstos en 1908.
Aun hoy, la enciclopedia de Otto se tiene por un emblema importante, por no decir un hito del devenir histórico de la nación y la identidad checas. Derek Sayer, catedrático de sociología de la Universidad de Alberta, la declara no sólo «la mayor obra de referencia en lengua checa» sino que también «una de las mayores enciclopedias del mundo, a la que acaso no supere - en número de voces e ilustraciones - más que la Encyclopædia Británica.»

## Otros proyectos
- Wikimedia Commons alberga imágenes u otros contenidos relativos a la Enciclopedia di Otto